# سمندکی
سمندکی یک منطقهٔ مسکونی در ایران است که در بخش ریگ شهرستان گناوه در استان بوشهر واقع شده‌است.

## جمعیت
این روستا در دهستان رودحله قرار دارد و براساس سرشماری مرکز آمار ایران در سال ۱۳۸۵، جمعیت آن کمتر از ۳ خانوار بوده‌است.